# Santuari de Sant Salvador de Felanitx
El Santuari de Sant Salvador de Felanitx és un santuari de Mallorca situat al terme de Felanitx, al cim del puig del mateix nom, a 509 metres d'altitud, en el sector meridional de la Serra de Llevant.

## Història
Els seus orígens es troben el 1348, quan Pere III el Cerimoniós concedeix a la vila de Felanitx el privilegi de construir una capella, amb la intenció de protegir-se de la pesta. Aquesta primitiva construcció comptava amb un retaule de pedra, del segle xv, que representa la història de la passió del Crist de Berit o Passio Imaginis, obra de Pere Marçol. El 1595 es documenten noves intervencions al santuari, relacionades amb l'escola de gramàtica fundada a mitjan segle xvi.
L'aspecte actual del santuari, inclosa l'hostatgeria, es remunta a la remodelació de començament del segle xviii, entre 1707 i 1716. El decaïment del culte cap al Crist de Berit fa que aquest retaule passi a un altar lateral, mentre que el major és ocupat ara per un altre retaule, dedicat a la Mare de Déu de Sant Salvador, obra del valencià Pere Codonyer. La veneració cap aquesta figura prové d'uns segles enrere: la tradició compta la troballa de la imatge de la Mare de Déu i la confraria en el seu nom ja existeix el 1601.
Entre 1824 i 1851 hi residiren ermitans de la Congregació d'Ermitans de Sant Pau i Sant Antoni, que hi tornaren el 1891 i romangueren fins a 1992. Val a dir que la presència d'ermitans a Sant Salvador ja es documenta el segle xiv.
La imatge de la Mare de Déu és una obra del segle xv, i el 1934 assolí l'honor de la coronació. En aquelles dates també es reformà l'església (la part del presbiteri), amb retaule d'alabastre obra de Tomàs Vila, i a l'extrem sud de la muntanya es construí un monument de 37 metres d'alçària dedicat a Crist Rei, també de Tomàs Vila. Entre 1905 i 1910 es construí una capelleta al peu de la muntanya segons projecte d'Antoni Maria Alcover en estil neoromànic situada en el lloc on es diu que fou trobada la marededeu. El 1957 es construeix, a l'esperó nord de la muntanya, la Creu del Picot, amb la inscripció Germans, aquests braços sempre oberts per a tothom.

## Festivitat
Les festivitats anuals de Sant Salvador de Felanitx són el diumenge més proper al 8 de setembre, aniversari de la coronació, així com el primer diumenge després de Pasqua, quan se celebra un Pancaritat.

## Galeria

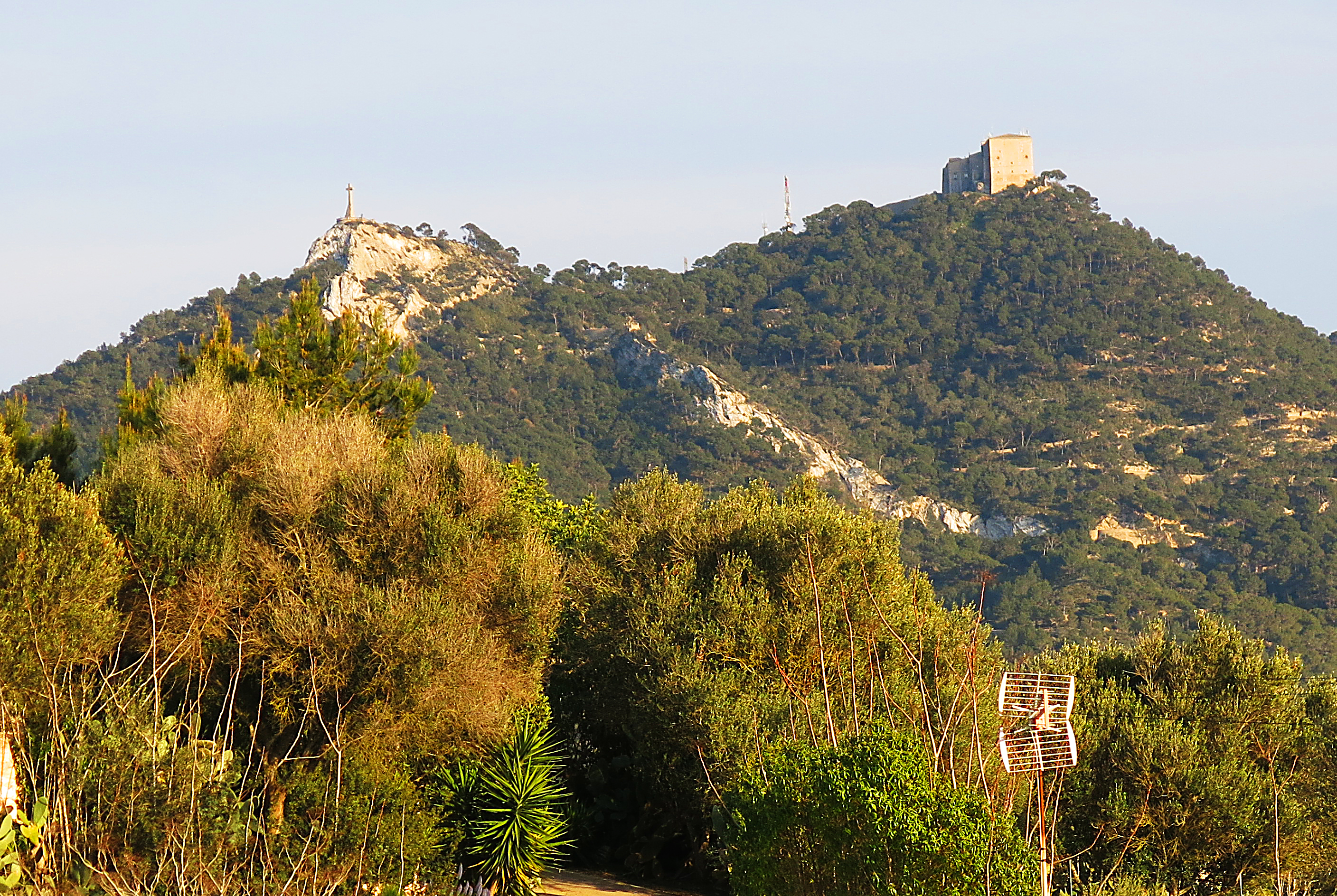
Vista del Puig
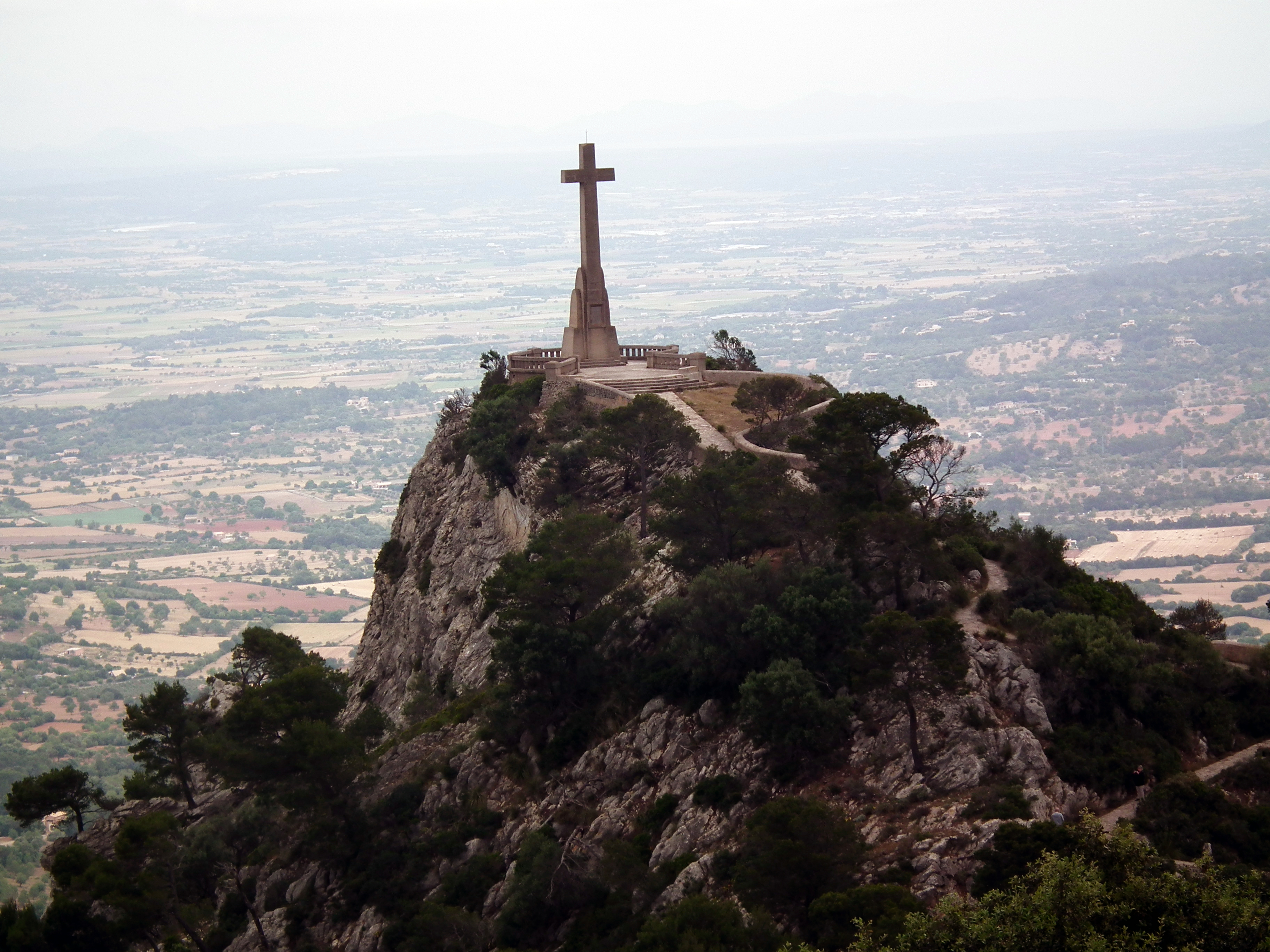
La Creu del Picot
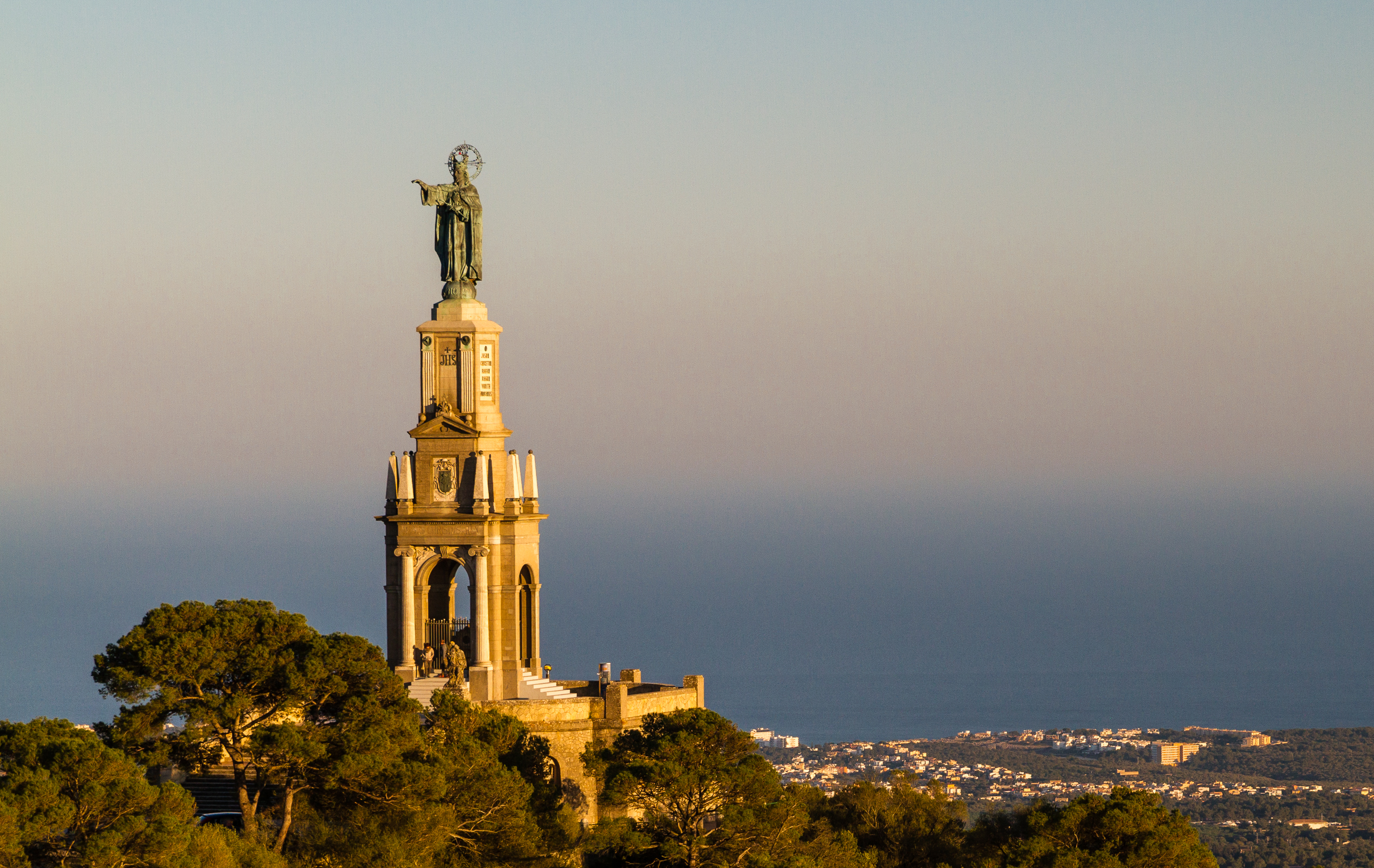
El monument a Crist Rei
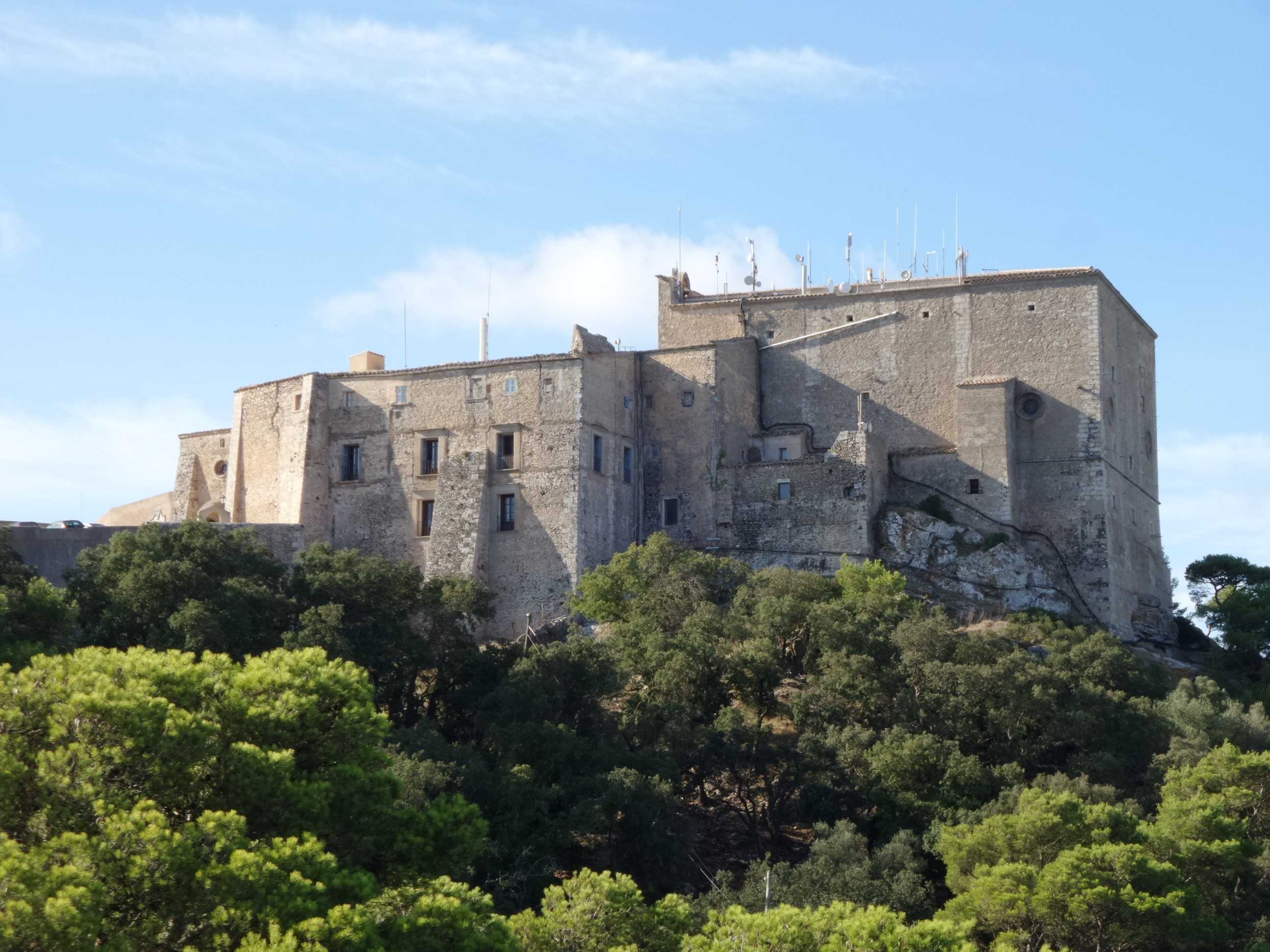
Vista del Santuari
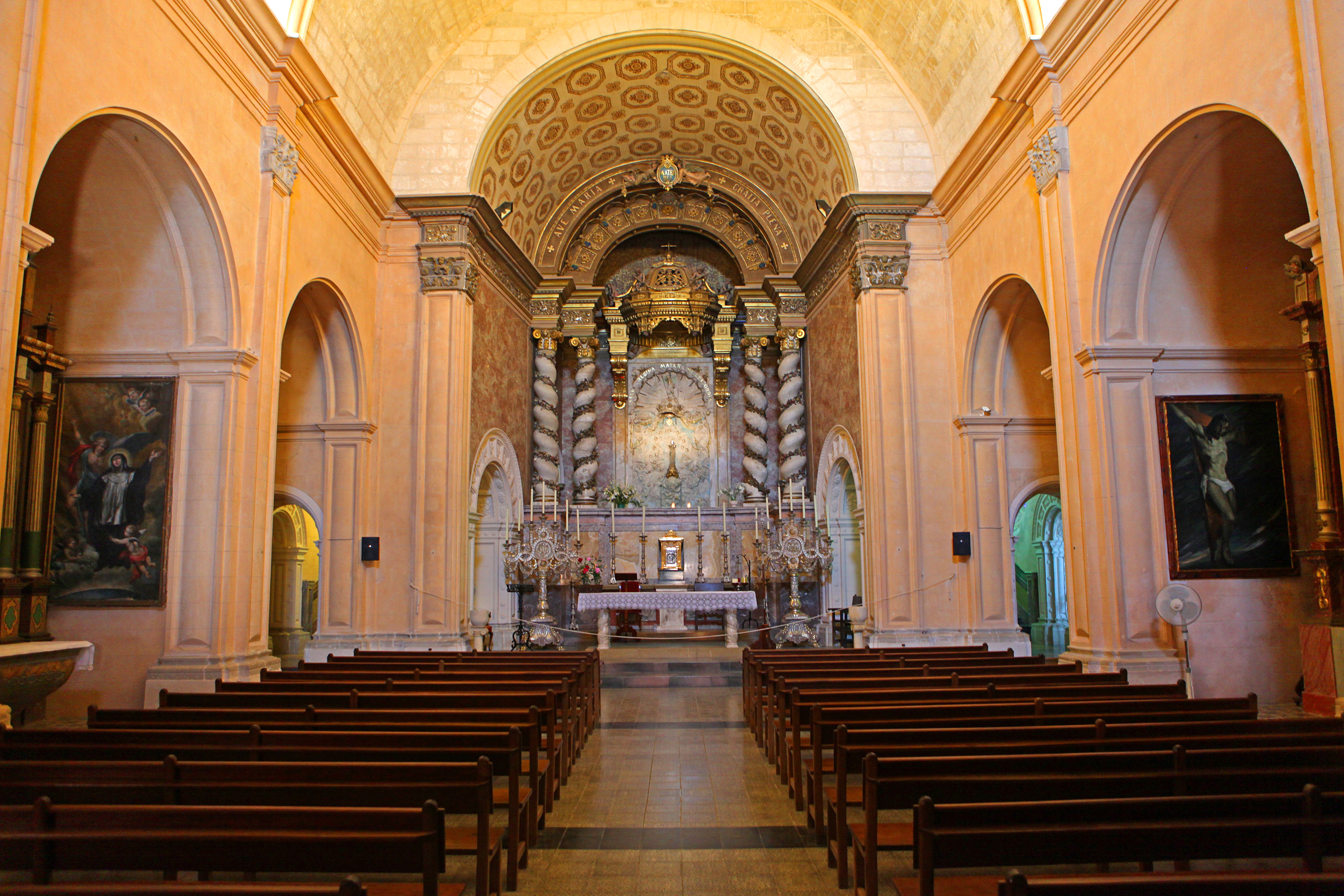
L'interior de l'església, barroca
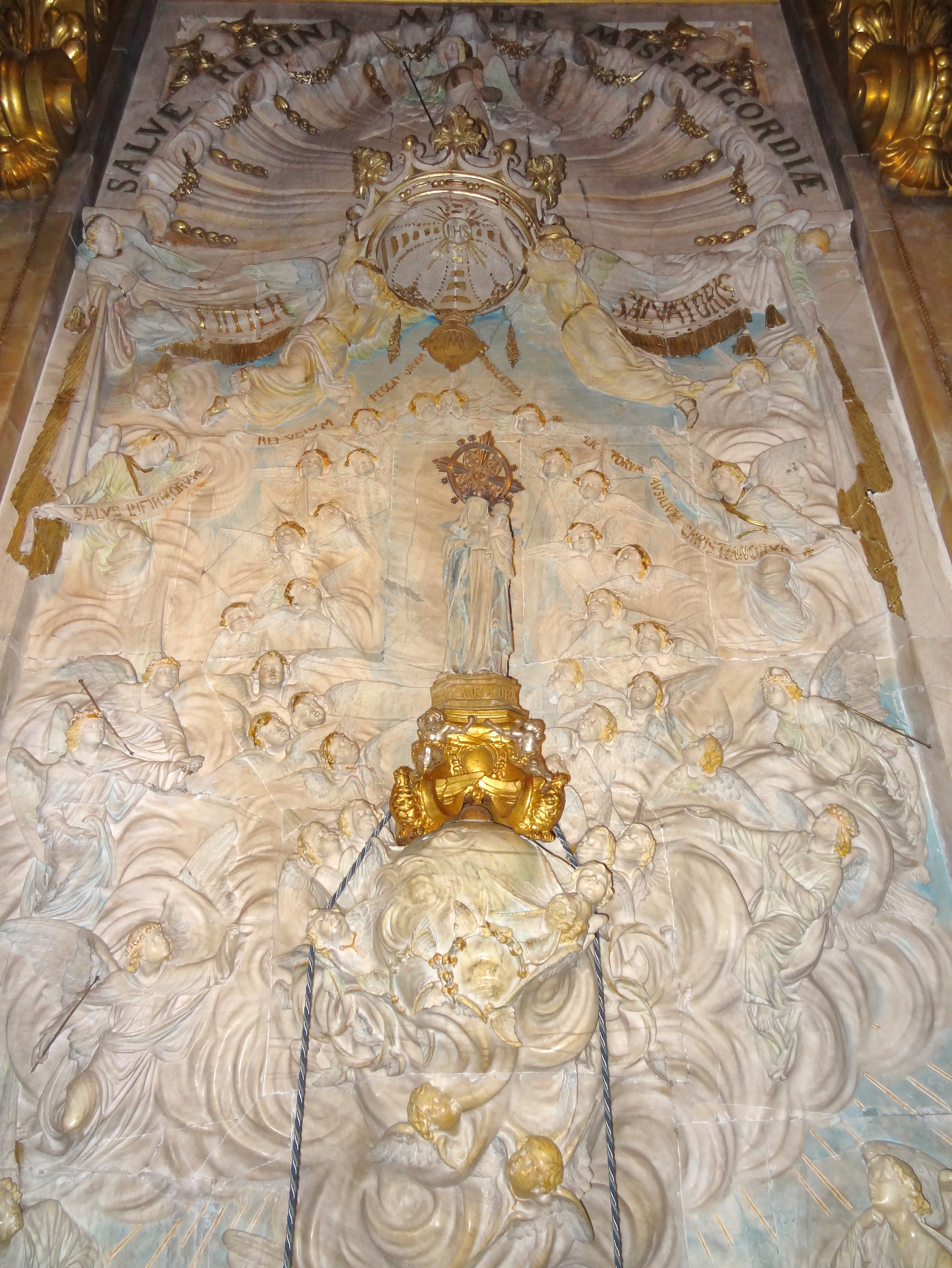
La marededeu amb el retaule de Tomàs Vila
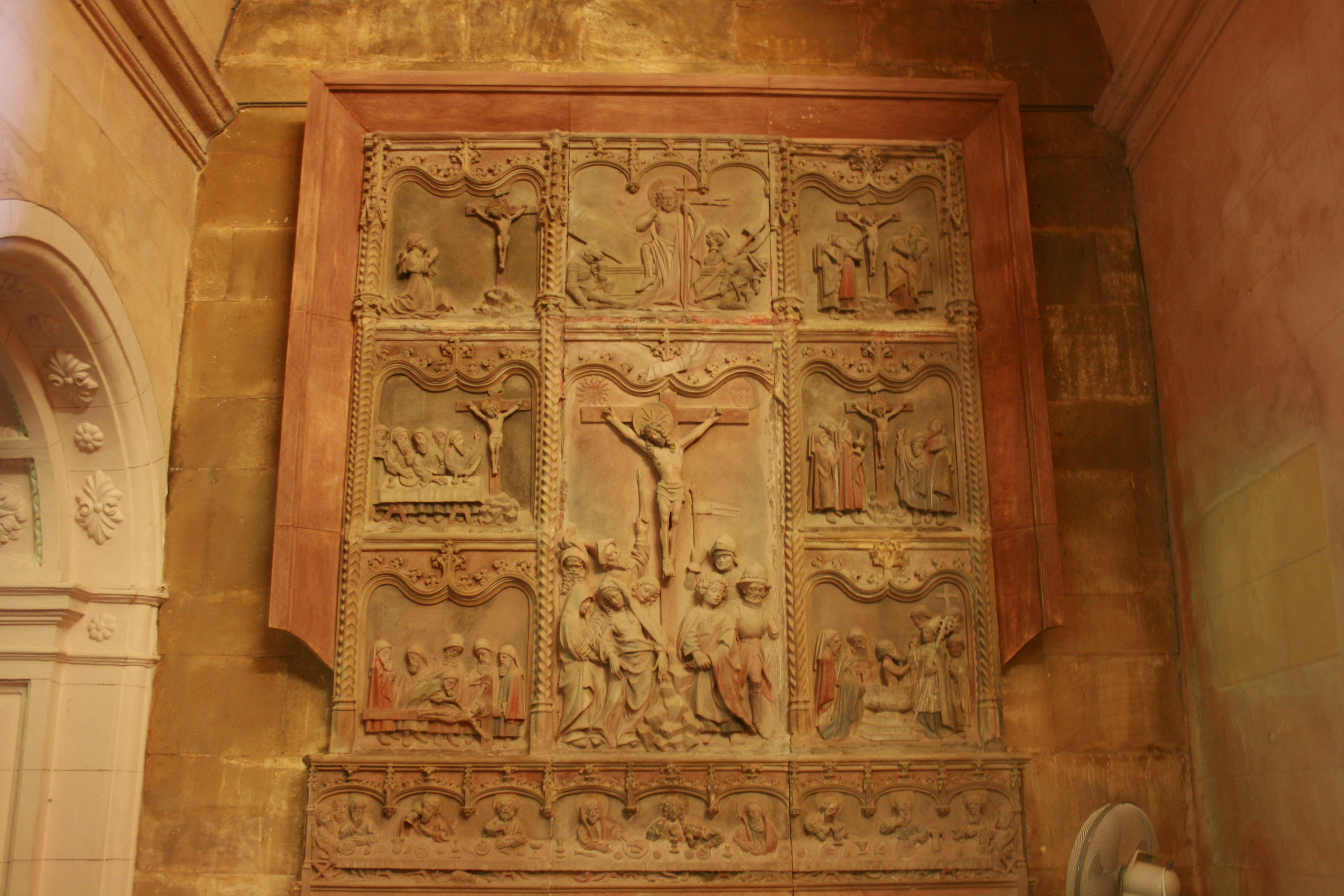
El retaule del Crist de Berit
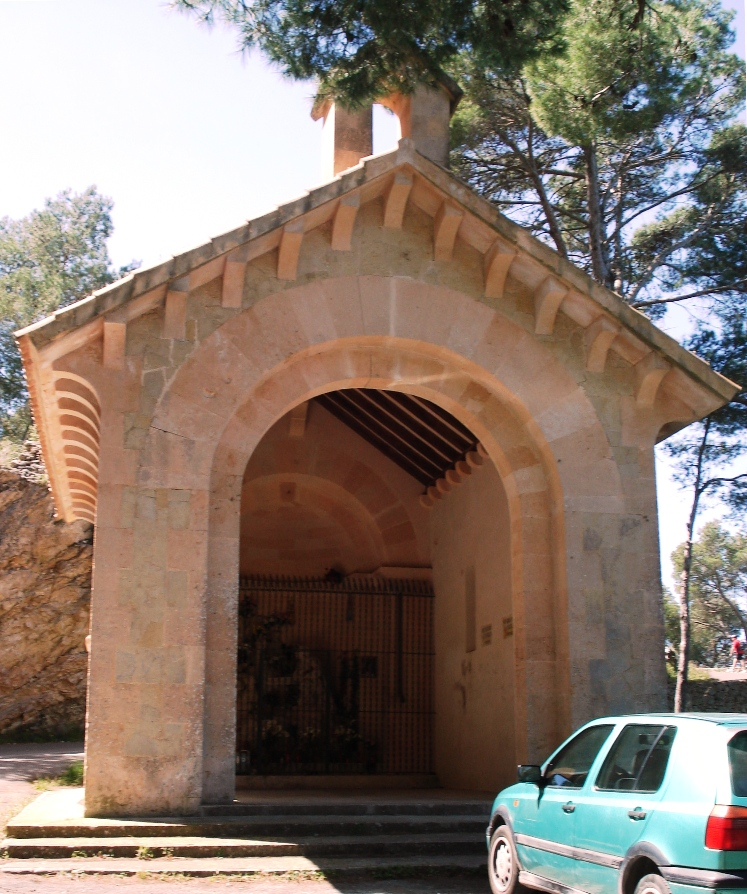
La capella que recorda el lloc de l'aparició
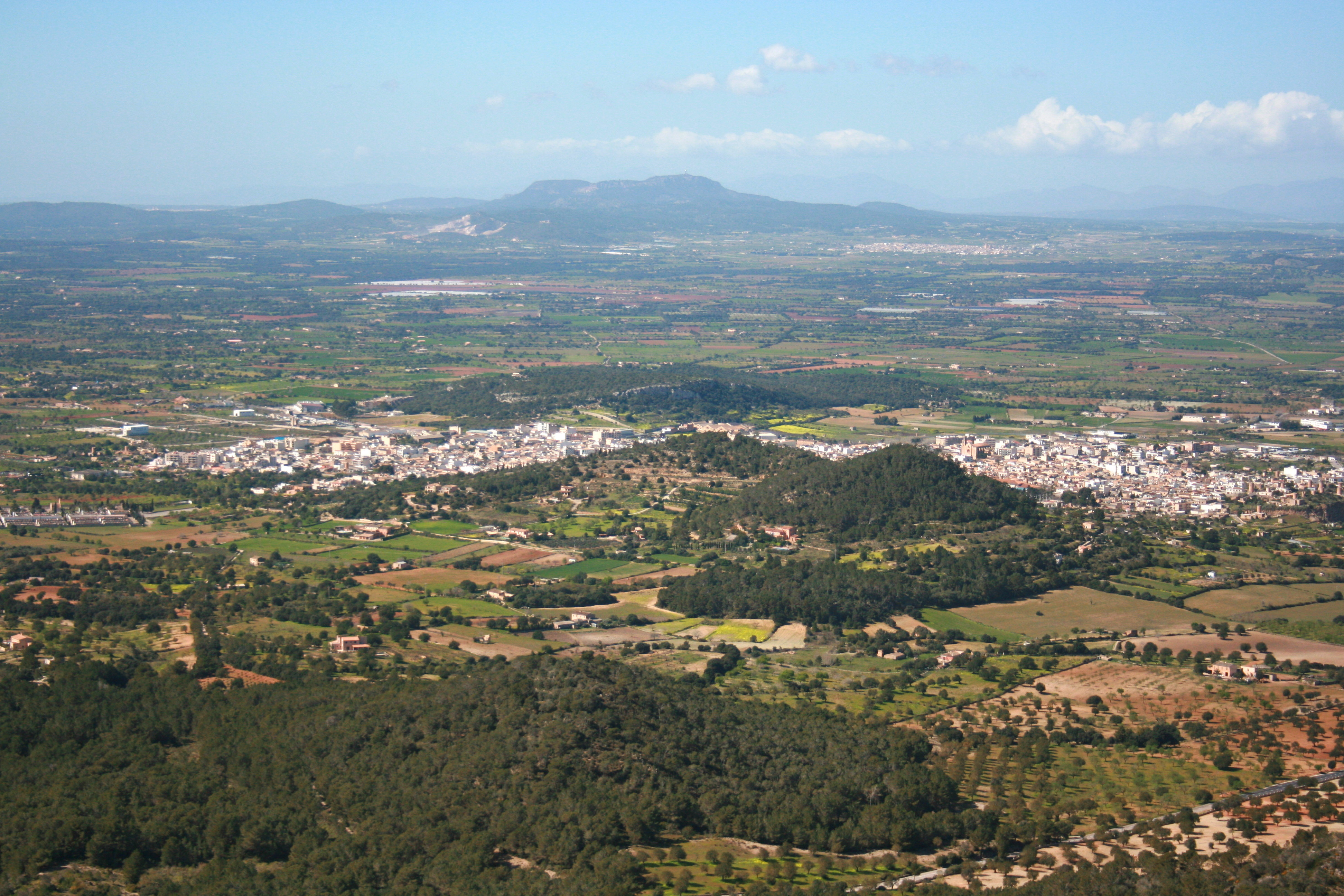
Vista de Felanitx de dalt del Puig